# Antonio Francesco Paladini
Antonio Francesco Paladini (Milà – Lió, segle XVI) fou un músic italià del Renaixement. Nascut a Milà es traslladà a Lió de molt jove, on fou més conegut pel cognom afrancesat Paladin. Concertista de llaüt, va compondre diverses obres per aquest instrument, que publicà amb el títol de Tabulature de lutz on sont continus plusieurs psalmes et chansons spirituales (Lió, 1562). A més publicà Tabulature de lutz en diverses sortes, comme chansons, fantasies, pavanes, gaillardes, etc. (Lió, sense data).